# Rhithrogena gorganica
Rhithrogena gorganica is een haft uit de familie Heptageniidae. De wetenschappelijke naam van de soort is voor het eerst geldig gepubliceerd in 1907 door Klapálek.
De soort komt voor in het Palearctisch gebied.